# Fiat 500/850 Draisine

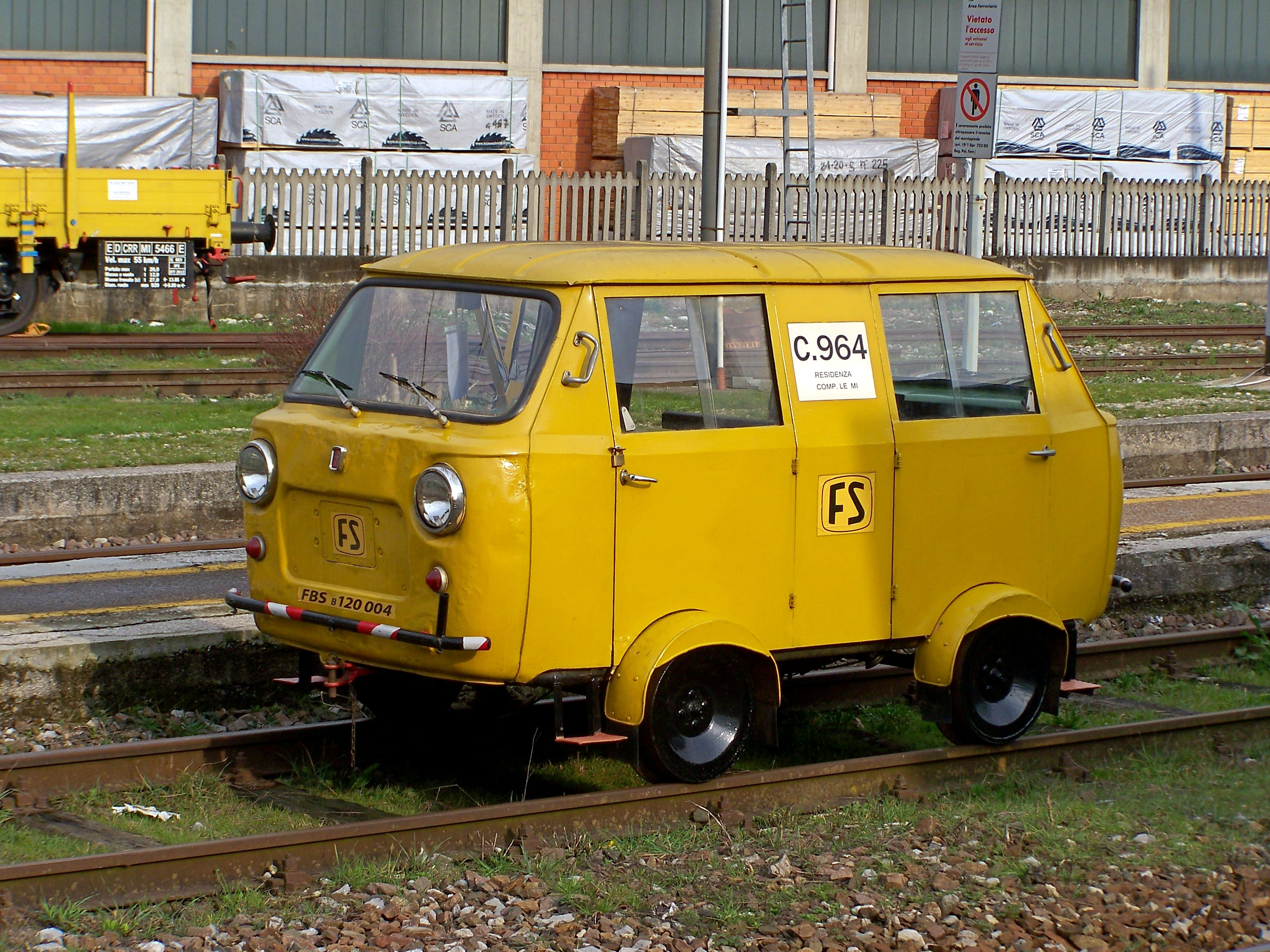
Draisine FIAT 500/850 Motocarrello

La Fiat 500/850 Motocarrello est une draisine ferroviaire motorisée, destinée au déplacement du personnel des FS. Le modèle a été construit en petite série par FIAT dans les années 1960.
Il s'agit d'un véhicule léger à deux essieux avec une carrosserie à double face et deux cabines de conduite. Elle est est construite sur la plateforme des petits utilitaires Fiat 600T et 850 T en 3 séries :
- 1re série - emprunte la face avant de la fourgonnette FIAT 600T avec sa grille de calandre trapézoïdale,
- 2e série - emprunte la face avant de la fourgonnette FIAT 850T avec sa grille de calandre rectangulaire,
- 3e série - emprunte la face avant du minibus FIAT 850T Familiare avec sa calandre horizontale et doubles phares.

La mécanique reprend le moteur bicylindre à plat FIAT de 499,5 cm3 qui équipait les voitures Fiat 500 Giardiniera et Autobianchi Bianchina Panoramica de 1960 et, à partir de 1966, celui de l'Autobianchi 500 Giardiniera.
Plusieurs versions de cette draisine ferroviaire ont été construites, toutes dotées de la même carrosserie et du même moteur, les seules différences étant la forme des façades, selon l'époque.
Cette draisine est encore utilisée dans certains dépôts italiens comme véhicule de travail ainsi que par des groupes de passionnés qui s'occupent de les préserver et de les restaurer.
Selon certaines sources, FIAT aurait produit 50 exemplaires de ce modèle mais le très sérieux site italien ScalaeNNe dans l'article consacré à ce modèle diffuse des photographies de modèles portant les immatriculations des FS FIAT 500-162 et FIAT 500-181, ce qui implique qu'au moins 181 exemplaires ont été immatriculés donc fabriqués. La draisine FS FIAT 500.099 a été équipée d'un 3e phare réglable, monté sur l'impériale. Selon forum "duegieditrice.com" il y aurait, en 2012, encore 27 exemplaires existants dans le parc des FS[réf. à confirmer]. Aucune information pour les chemins de fer privés locaux.